# Подоцит
Подоциты, висцеральные эпителиальные клетки — клетки в капсулах Боумена — Шумлянского почек, которые покрывают капилляры клубочков. Капсулы Боумена фильтруют кровь, не пропуская крупные молекулы, такие как белки, и пропуская небольшие молекулы, такие как молекулы воды, солей и сахаров. Такая фильтрация является первой стадией формирования мочи.
«Ножки» подоцитов покрывают капилляры, оставляя щели. Кровь фильтруется через эти щели, известные как фильтрационные щели. Некоторые белки необходимы для выполнения функций этих «ножек». Если дети рождаются с дефектами этих белков (например, нефрина или CD2AP), то их почки не могут функционировать. У разных людей есть разные варианты этих белков, причем некоторые варианты могут предрасполагать к почечной недостаточности в будущем. Нефрин — белок, который образует фильтрационные щели. Его структура похожа на молнию, зубья которой достаточно велики, чтобы пропускать воду и сахара, но при этом слишком малы для пропуска белков. Дефекты нефрина являются причиной врожденной почечной недостаточности. CD2AP регулирует цитоскелет подоцитов и стабилизирует фильтрационные щели.

## Функции
Соседние подоциты смыкаются для покрытия базальной пластинки, которая тесно связана с капиллярами клубочков, но при этом оставляя место для фильтрационных щелей. Эти щели перекрыты барьером из нескольких белков межклеточных контактов, включая нефрин, подокаликсин и Р-кадгерин, которые задерживают прохождение больших молекул, таких как альбумин и гамма-глобулин, в крови, не давая им проникнуть в фильтрат.
Малые молекулы, такие как вода, глюкоза и растворимые соли, могут проходить через фильтрационные щели и образуют фильтрат, который затем обрабатывается нефроном для образования мочи. Подоциты также участвуют в регуляции клубочковой фильтрации. Когда подоциты сокращаются, они вызывают закрытие фильтрационных щелей, что приводит к уменьшению фильтрации клубочков за счет уменьшения площади поверхности, которая используется при фильтрации.

## Особенности строения
Особенности строения подоцитов определяются высоким уровнем везикулярного транспорта в этих клетках. Подоциты имеют хорошо развитую эндоплазматическую сеть и большой аппарат Гольджи, что говорит об активном синтезе белка и высоком уровне посттрансляционных модификаций. В этих клетках также обычно выявляются мультивезикулярные комплексы и другие лизосомальные компоненты, что свидетельствует об активной внутриклеточной деятельности.
«Ножки» подоцитов увеличивают площадь поверхности, что имеет решающее значение для эффективности фильтрации.

## Патологии
Нарушения в функционировании фильтрационных щелей или разрушение подоцитов может привести к повышению содержания белков в моче. Например, это происходит при врожденном нефротическом синдроме финского типа, при котором у новорожденного выявляется повышенное содержание белков в моче, что приводит к почечной недостаточности. Причиной этой болезни являются мутации в гене, кодирующем нефрин.